# Púrpura
O termo púrpura (ou roxo) atribui-se a um leque de tons entre o vermelho e o azul. Obtém-se misturando as cores primárias vermelho e azul. Não há consenso em relação aos tons que podem ser considerados púrpura, preferindo algumas pessoas referirem-se a magenta ou heliotropo. Uma diferença de sensibilidade ao vermelho e ao azul que ocorre na retina, e que varia de indivíduo para indivíduo, pode causar também discórdia. De acordo com pesquisas na Europa e nos EUA, o roxo é a cor mais frequentemente associada à realeza, magia, mistério e piedade. Quando combinado com rosa, está associado ao erotismo, feminilidade e sedução.
O roxo era a cor usada pelos magistrados romanos; tornou-se a cor imperial usada pelos governantes do Império Bizantino e do Sacro Império Romano e, mais tarde, pelos bispos católicos romanos. Da mesma forma no Japão, a cor é tradicionalmente associada ao imperador e à aristocracia.
Púrpura é por vezes confundida com a cor espectral mais facilmente definível — violeta.
Na teoria das cores, a cor púrpura é definida como qualquer cor não-espectral entre violeta e vermelho.
Na pintura, a púrpura é a cor entre magenta e violeta, com todas as suas matizes e tons.

## História

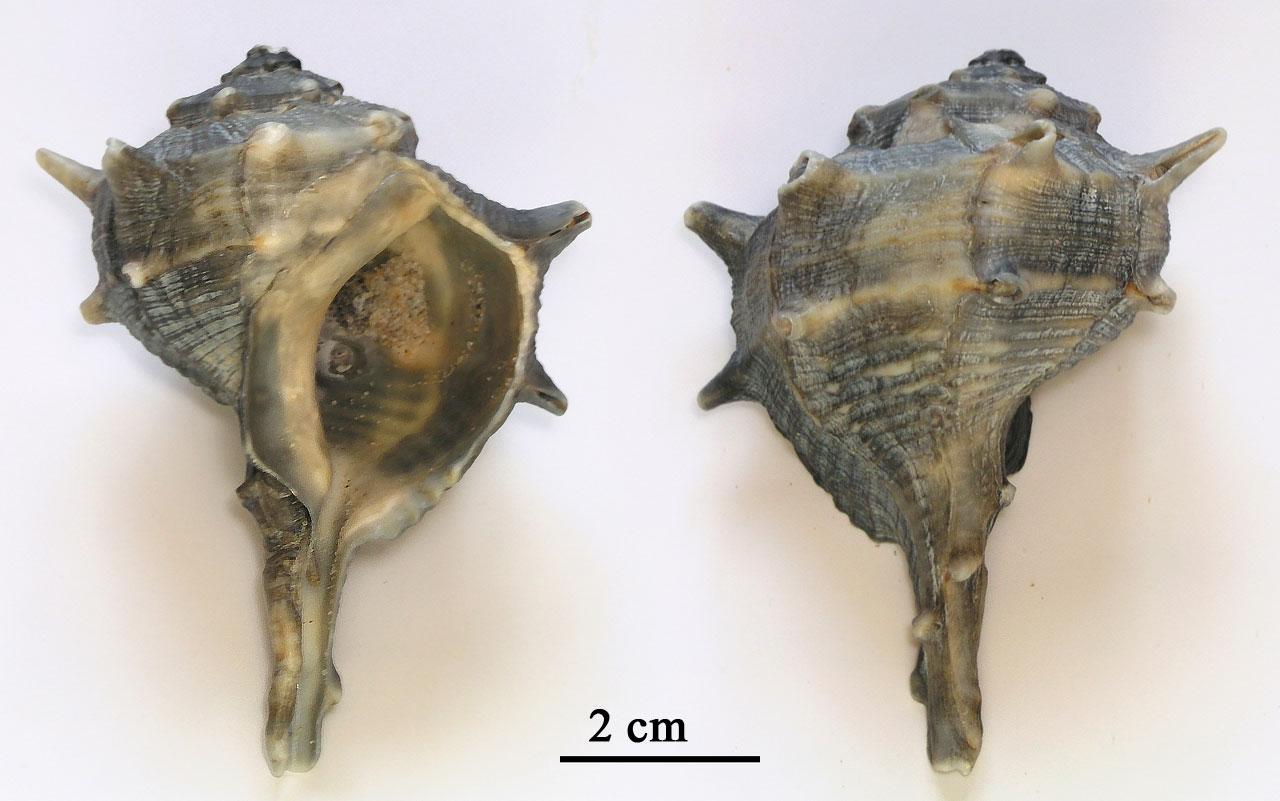
Espécie através da qual se extrai o pigmento púrpura

Por séculos, a cor púrpura, era obtida através de algumas espécies de molusco nativos do Mar Mediterrâneo, o que causou extinção de algumas delas. Pela dificuldade na sua obtenção e seu alto preço, o púrpura, um dos mais importantes e mais caros pigmentos naturais da Antiguidade era preparado com tintas de vários moluscos — incluindo Murex brandaris e Purpura haemostoma encontrados na costa do Mediterrâneo e do Atlântico e nas Ilhas Britânicas.
Quantidades enormes destes moluscos eram usados para tingir tecidos e ainda são encontradas pilhas das cascas dos moluscos em alguns sítios históricos na costa grega.
A secreção do molusco está contida dentro de uma pequena veia ou cisto que, quando quebrada ou partida pela mão, secreta um fluido branco. Os tecidos eram banhados neste fluido branco e postos a secar ao sol que "revela" a tintura púrpura brilhante.

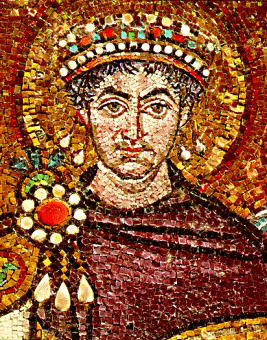
O Imperador Bizantino Justiniano I ornado de púrpura de Tiro, representado num mosaico do Século VI na Basílica de São Vital.

Os diferentes tons dependem do tipo de molusco e o tipo de extração do fluido branco. Segundo Plínio, o melhor pigmento era extraído em Tiro, no Mediterrâneo Oriental, e era a cor utilizada nas vestes reais romanas, cor que até aos dias de hoje simboliza realeza.
A púrpura foi sem dúvida o corante de maior renome e mais caro de todos os corantes antigos. Era um símbolo de riqueza e distinção. Na Roma antiga só o imperador tinha o direito de a usar.
O imperador Nero chegou a punir com a morte o uso da púrpura, já que se tornava tão raro naquela época. O corante era produzido a partir de espécies de um molusco do género Murex. Cada espécie do molusco dava a sua variedade de púrpura.
Já os fenícios obtinham o pigmento púrpura de algumas espécies de moluscos gastrópodes do género Múrex, uma das espécies que se comem em Espanha com o nome «cañadilla» ou «cañaílla».
Em Tiro, a púrpura mais apreciada era extraída da espécie Murex brandaris. Na cidade de Sídon a espécie Murex trunculus era fonte de uma púrpura cor de ametista.
O pigmento está presente numa secreção mucosa produzida pela glândula hipocondrial situada junto do tracto respiratório. Esta secreção é incolor enquanto fresca mudando de cor quando exposta ao sol, passando pelo amarelo, em seguida pelo verde e só depois surgindo a cor púrpura característica.
O método geral de produção do corante consistia em esmagar os moluscos inteiros, ou abri-los e retirar a glândula, em seguida salgar essa massa durante três dias e finalmente ferver o conjunto em água durante dez dias.
O resultado era uma solução clara, concentrada, do corante. Restos da carne do molusco eram separados por decantação. O tecido era mergulhado na solução do corante e em seguida posto ao sol para que a cor aparecesse.